# Adi Keyh (district)
Pour l’article homonyme, voir Adi Keyh.
Adi Keyh est un district de la région Debub de l'Érythrée. La principale ville et capitale de ce district est Adi Keyh. 

## Géographie

### Localisation

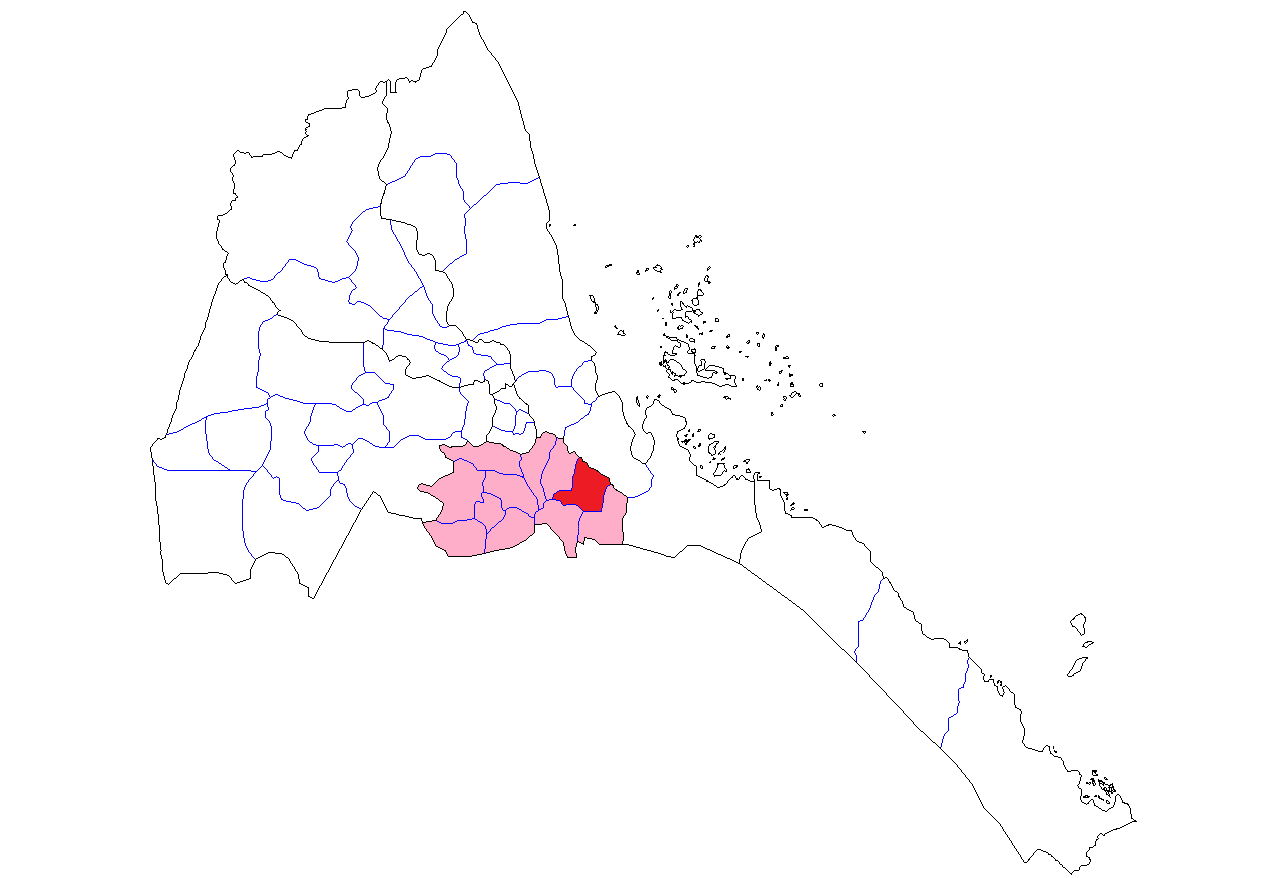
Le district d'Adi Keyh dans la région du Debub.

Le district d'Adi Keyh est situé dans le centre de l'Érythrée, à l'est de la région de Debub avec au sud le district de Senafe, au sud-ouest le district de Tsorona, à l'ouest le district de May-Mne et au nord-ouest le district de Segeneiti.

### Hydrographie
Des réservoirs d'eau sont situés dans le district, notamment le long des rivières et sur des sols argileux où le drainage est difficile mais qui rend les fondations plus solides pour les réservoirs. Mais le district rencontre de grands problèmes avec de nombreux réservoirs qui, d'après une étude de l'École de Géographie de l'Université de Leeds, sont parmi les réservoirs d'eau les moins appropriés, avec les districts de Segeneiti et de Senafe ; ces réservoirs sont situés dans une région où les précipitations sont comprises entre trois cents et cinq cents millimètres, sur des pentes raides de trente à quarante degrés, ils sont parfois construits sur des sols sujets à l'effondrement en raison de sols composés de sable texturé et perméable. Au total, il y a quatre réservoirs dans le district dont trois qui sont classés comme non appropriés.

### Découpage administratif
Le district d'Adi Keyh est divisé en vingt-et-un sous-districts comprenant, en 2013, cinquante-quatre villages. Parmi ces villages : Hay Naba, Egila, Ado Lay (ou Ado-lei), Sanako et Minah.

## Démographie
En 2013, le district était composé de 15 957 ménages pour une population totale de 58 377 habitants. 553 familles appartenaient à l'ethnie Saho.

## Histoire
En 1943, l'Administration militaire britannique a regroupé les chefs de tribu musulmans d'ethnie Saho à Adi Keyh pour rédiger ensemble des lois pour la région.
La région a été mouvementée pendant la guerre d'indépendance de l'Érythrée et la guerre entre le pays nouvellement indépendant et l'Éthiopie. Des exécutions, notamment d'anciens soldats du Front de Libération de l'Érythrée (FLE), ont surtout touché les populations d'ethnie Saho ; elles ont été exécutées par des soldats du Front Populaire de Libération de l'Érythrée (FPLE).

## Équipements et services publics

### Enseignement
Plusieurs écoles se situent dans le district, dont les principales, comme les collèges et les lycées, se situent dans la ville même d'Adi Keyh. Malgré la langue ethnique qui est le tigrigna et qui est parlée par une grande partie de la population, c'est l'arabe qui est enseigné dans une majorité des établissements scolaires, notamment en raison de la faible présence des colons, tant britanniques qu'italiens.
La majorité des habitants du district qui sont éduqués proviennent de la capitale du district et ont rejoint le Mouvement de Libération de l'Érythrée (MLE) pendant la guerre d'indépendance de l'Érythrée.

## Personnalités
- Idris Abubaker Abdu, cheikh à Adi Keyh[13].
- Mohammed Yasin, un martyr ayant effectué des activités fedayin[14], activités étant décrites comme terroristes pas plusieurs pays.